# Malluvium benthophilum
Malluvium benthophilum är en snäckart som först beskrevs av Dall 1889.  Malluvium benthophilum ingår i släktet Malluvium och familjen Hipponicidae. Inga underarter finns listade i Catalogue of Life.